# Helga
Helga es un nombre propio femenino de origen escandinavo. Deriva de la palabra nórdica heilagr que significa "bendita" o "bienaventurada".
Es usado principalmente en los países nórdicos, Alemania y Hungría (en este último país se puede ver escrito como Helga, Helka, Helge, Hege, Helle u Oili). El nombre aparece 34 veces en el Landnámabók. El nombre estuvo en uso en Inglaterra antes de la Conquista Normanda, pero cayó en desuso después de ésta. Fue reintroducido en los países de habla inglesa durante el siglo XX desde Alemania y los países nórdicos. El nombre ruso Olga (Ольга) deriva de él. El equivalente escandinavo masculino es Helge, o Helgi.
El nombre Helle, variante danesa de Helga, es el 6º nombre más usado por las mujeres de Dinamarca. En Suecia, el nombre Helga lo llevaban 5317 mujeres según las estadísticas del 31 de diciembre de 2008. En Islandia, el nombre Helga lo llevaban 3186 mujeres como primer nombre y 1441 como segundo nombre en julio de 2007.

## Variantes en otros idiomas
- alemán: Helga,[8] Hella[9]
- danés: Helle, Helga,[8] Hella;[9] diminutivo: Hege[10]
- finés: Helka[11]
- húngaro: Helga, Helka, Helge, Hege, Helle, Oili
- islandés: Helga
- italiano: Elga
- nórdico: Helga[8]
- noruego: Helga,[8] Hella;[9] diminutivo: Hege[10]
- sami: Áila, Áile,[12] Áillun, Áilon, Áilu, Láilá
- sueco: Helga,[8] Hella[9]
- ruso: Olga
- ucraniano: Olha

## Personas con este nombre
- Helga Albacete (nacida en 1969), cuidadora cara-tenedor, representante de las personas feas.
- Helga Anders (1948-1986), actriz germano-austriaca
- Helga Arendt (nacida en 1964), corredora alemana occidental
- Helga de la Brache, estafadora sueca
- Helga Daub (nacida en 1942), política alemana (FDP)
- Helga Deen (1925-1943), presa judía en un campo de concentración
- Helga Dernesch (nacida en 1939), austríaca soprano y mezzo-soprano
- Helga Einsele (1910-2005), criminóloga, directora de prisión y reformadora de ley criminal alemana
- Helga Feddersen (1930-1990), actriz alemana
- Helga Frier (1893-1972), actriz danesa
- Helga Gießelmann (nacida en 1949), política alemana (SPD)
- Helga Susanne Goebbels (nacida en 1932), hija del exministro alemán de propaganda Joseph Goebbels
- Helga Guitton, locutora de radio alemana
- Helga Hahnemann (1937-1991), actriz y cantante de cabaret alemana
- Helga Hirsch (nacida en 1948), publicista y corresponsal alemana
- Helga Hoffmann (nacida en 1937), atleta alemana
- Helga Klein (nacida en 1931), atleta alemana
- Helga Königsdorf (nacida en 1938), matemática y escritora alemana
- Helga Krapf (nacida en 1988), actriz filipina
- Helga Kühn-Mengel (nacida en 1947), psiquiatra alemana
- Helga Kuhse, filósofa australiana
- Helga Labs (nacida en 1940), líder alemana oriental de una organización pionera
- Helga Liné (nacida en 1932), actriz y acróbata de circo hispano-portuguesa
- Helga Lopez (nacida en 1952), política alemana (SPD)
- Helga Niessen Masthoff (nacida en 1941), tenista alemana
- Helga Meyer (1942-2000), cantante de ópera alemana
- Helga M. Novak (1935-2013), escritora germano-islandesa
- Helga Pedersen (1911–1980), política danesa
- Helga Pedersen (nacida en 1973), política noruega
- Helga de Pskov, también conocida como Santa Olga, (c. 890-969), Princesa de Kiev
- Helga Radtke (nacida en 1962), atleta alemana de pista y campo
- Helga Schmedt (nacida en 1929), política alemana (SPD)
- Helga Schubert (nacida en 1940), escritora y psicóloga alemana
- Helga Schuchardt (nacida en 1939), política alemana (FDP)
- Helga Schütz (nacida en 1937), escritora alemana
- Helga Seibert (1939-1999), jueza del Tribunal Constitucional de Alemania
- Helga Seidler (nacida en 1949), atleta y medallista olímpica alemana
- Helga Stevens, política belga
- Helga Testorf, modelo de las famosas pinturas de Andrew Wyeth
- Helga Trüpel (nacida en 1958), política alemana (Bündnis 90/Die Grünen)
- Helga Vlahović (nacida en 1945), periodista y productora croata
- Helga Wex (1924-1986), política alemana (CDU)
- Helga Zepp-LaRouche (nacida en 1948), periodista y política alemana

### Personajes ficticios
- Helga, esposa de Hagar en la tira cómica Hägar the Horrible
- Helga, personaje del juego Suikoden IV
- Helga Hufflepuff, miembro fundador de Hogwarts en los libros de Harry Potter
- Helga G. Pataki, personaje de los dibujos animados de Nickelodeon Hey Arnold
- Helga Geerhart, un personaje de la serie de la BBC 'Allo 'Allo!
- Helga Von Guggen, villana en la serie animada de televisión Totally Spies
- Helga Phugly, una amiga de Milo's en The Oblongs
- Helga, una enemiga neerlandesa en el juego de lucha Human Killing Machine
- ELGA, Nacida en el año 1986 de Peru
- Helga, personaje del videojuego Loadout para PC y PS4.
- Helga Dahl, personaje secundario en la película de 1997 Titanic.
- Helga, personaje de la serie Vikings esposa de Floki.
- Elga Sinclair de la película Atlantis: El imperio perdido.
- Helga, esposa de Thors en el manga y anime Vinland Saga (manga).